# Кударь, Пётр Сергеевич
Пётр Сергеевич Кударь (1913-1941) — лейтенант Рабоче-крестьянской Красной Армии, участник Великой Отечественной войны, Герой Советского Союза (1941).

## Биография
Пётр Кударь родился 5 октября 1913 года в селе Новоалексеевка (ныне — Приморский район Запорожской области Украины). После окончания Бердянского индустриального техникума работал техником в городе Сватово Ворошиловградской области Украинской ССР. В 1935 году Кударь был призван на службу в Рабоче-крестьянскую Красную Армию. В 1938 году он окончил Чугуевское военное авиационное училище лётчиков.
С августа 1941 года — на фронтах Великой Отечественной войны, командовал эскадрильей 249-го истребительного авиаполка (44-й истребительной авиадивизии, 6-й армии, Юго-Западного фронта). Участвуя в битве за Москву, совершил 155 боевых вылетов на штурмовку, воздушную разведку, сопровождение самолётов, патрулирование. В результате произведённых им штурмовок было уничтожено 12 танков, 150 автомашин, около 5 артиллерийских орудий, 80 конных подвод, около 800 солдат и офицеров противника. За два месяца боевых действий эскадрилья Кударя совершила 431 боевой вылет, нанеся немецким войскам большие потери. 30 октября 1941 года во время боевого задания самолёт Кударя был подбит, а сам лётчик получил тяжёлое ранение. Кударю удалось довести самолёт до своего аэродрома, но при посадке он погиб.
Указом Президиума Верховного Совета СССР от 20 ноября 1941 года за «образцовое выполнение боевых заданий командования на фронте борьбы с немецкими захватчиками и проявленные при этом мужество и героизм» лейтенант Пётр Кударь посмертно был удостоен высокого звания Героя Советского Союза. Также был награждён орденами Ленина и Красного Знамени.

## Память
- В честь Кударя установлены памятник в Сватово и бюст в Новоалексеевке[1].
- В репертуаре фольклорных коллективов Новоалексеевки есть песня «Посіяла мати в землю біленький пісочок» (укр. посеяла мать в землю беленький песочек), посвящённая Петру Кударю[2].